# Thylamys karimii
Thylamys karimii là một loài động vật có vú trong họ Didelphidae, bộ Didelphimorphia. Loài này được Petter mô tả năm 1968.